# Port lotniczy Hurghada

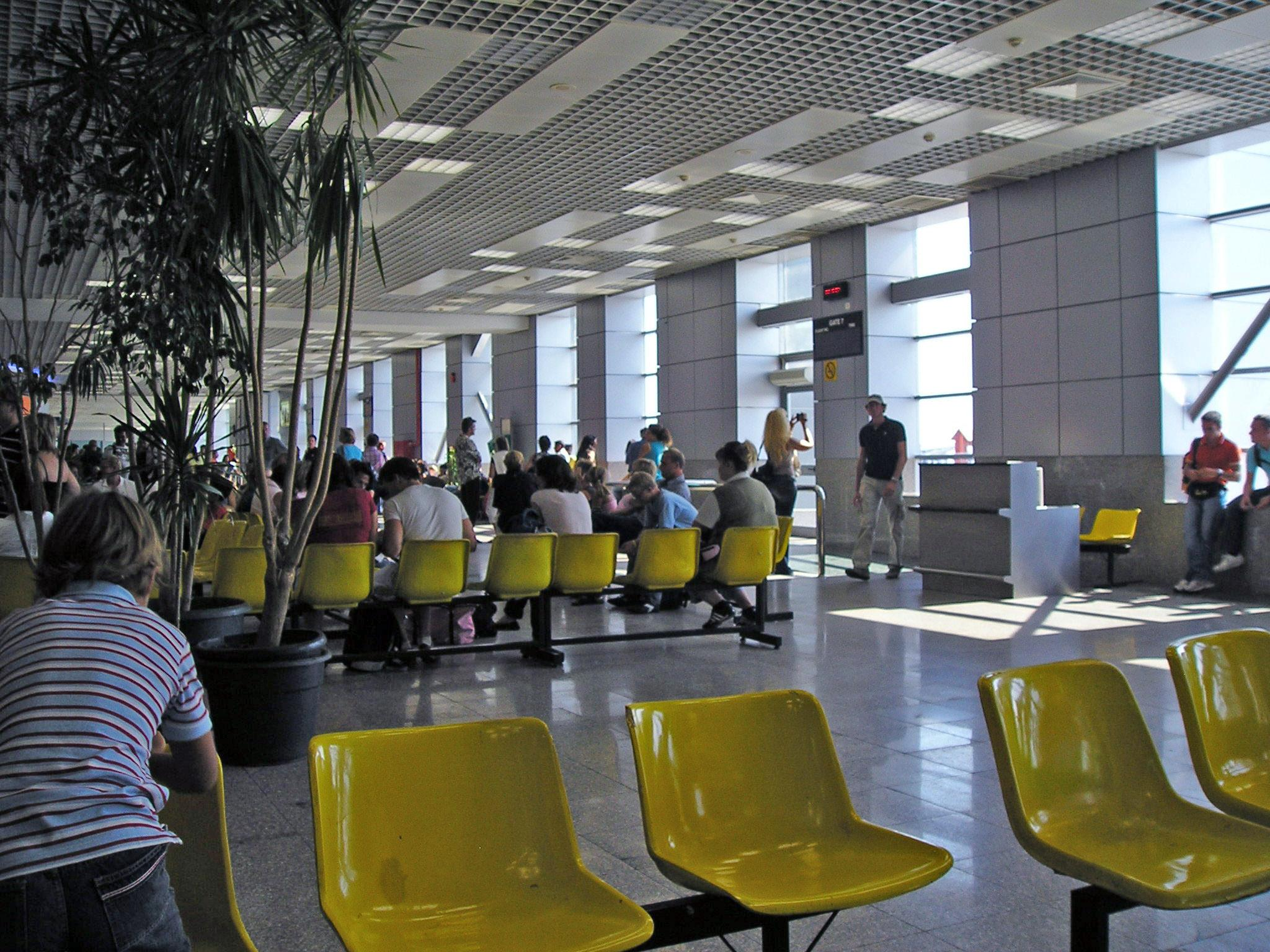
Terminal

Port lotniczy Hurghada – międzynarodowy port lotniczy położony niedaleko Hurghady, centrum turystycznego Egiptu. Ma wiele połączeń czarterowych, m.in. z Krakowa, Wrocławia, Gdańska, Łodzi i Katowic-Pyrzowic oraz dwa regularne połączenia do Polski do Warszawy i Katowic.
Lotnisko obsługuje zarówno regularne połączenia rejsowe, jak i liczne loty czarterowe z Polski, zwłaszcza w sezonie wakacyjnym. Aktualny rozkład lotów Hurghada (HRG), obejmujący przyloty i odloty z lotniska, jest dostępny online i pozwala śledzić zmiany godzin oraz status poszczególnych połączeń. Tabela lotów HRG obejmuje zarówno połączenia międzynarodowe, jak i krajowe.
W 2022 roku liczba pasażerów obsłużonych na lotnisku wyniosła 7,2 mln osób.

## Linie lotnicze i połączenia
| Linia Lotnicza                | Kierunek |
| ----------------------------- | --- |
| Aerofłot                      | 1. Moskwa-Szeremietiewo 2. Sankt Petersburg |
| Air Astana                    | Sezonowe czartery: 1. Ałmaty |
| Air Cairo                     | 1. / Bazylea 2. Belgrad 3. Berlin 4. Bratysława 5. Budapeszt 6. Kair 7. Kolonia/Bonn 8. Düsseldorf 9. Frankfurt 10. Hamburg 11. Hanower 12. Lipsk 13. Luksor 14. Mediolan-Malpensa 15. Monachium 16. Münster/Osnabrück 17. Neapol 18. Norymberga 19. Paderborn/Lippstadt 20. Sarajewo 21. Skopje 22. Stuttgart 23. Wiedeń 24. Erywań 25. Zurych Sezonowo: 1. Amman 2. Asuan 3. Banja Luka 4. Bilbao 5. Kopenhaga 6. Lizbona 7. Malaga 8. Moskwa-Szeremietiewo 9. Sankt Petersburg 10. Walencja 11. Jekaterynburg |
| Air Serbia                    | Sezonowe czartery: 1. Belgrad 2. Nisz |
| Air Baltic                    | Sezonowe czartery: 1. Ryga |
| AlMasria Universal Airlines   | Sezonowo: 1. Kair Sezonowe czartery: 1. Kazań 2. Moskwa-Domodiedowo 3. Wrocław |
| Austrian Airlines             | Czartery: 1. Wiedeń |
| AZIMUT                        | Sezonowo: 1. Mineralne Wody |
| Azur Air                      | Sezonowe czartery: 1. Omsk (od 2 kwietnia 2024) |
| Belavia                       | Sezonowe czartery: 1. Mińsk |
| BH Air                        | Sezonowe czartery: 1. Sofia |
| Brussels Airlines             | 1. Bruksela |
| Chair Airlines                | 1. Zurych |
| Condor                        | 1. Düsseldorf 2. Frankfurt 3. Hamburg 4. Lipsk 5. Monachium 6. Stuttgart |
| Corendon Airlines             | 1. / Bazylea 2. Berlin 3. Bruksela 4. Kolonia/Bonn 5. Düsseldorf 6. Erfurt 7. Friedrichshafen 8. Graz 9. Hanower 10. Lipsk 11. Linz 12. Memmingen 13. Münster/Osnabrück 14. Norymberga 15. Rostock 16. Wiedeń Sezonowo: 1. Brema 2. Monachium 3. Stuttgart |
| Corendon Dutch Airlines       | Sezonowo: 1. Amsterdam |
| Discover Airlines             | Sezonowo: 1. Frankfurt 2. Monachium |
| EasyJet                       | 1. Belfast-International 2. Bristol 3. Glasgow 4. Liverpool 5. Londyn-Gatwick 6. Londyn-Luton 7. Manchester Sezonowo: 1. Amsterdam 2. / Bazylea 3. Berlin 4. Edynburg 5. Genewa 6. Lyon 7. Mediolan-Malpensa 8. Paryż-Charles de Gaulle 9. Wenecja |
| Edelweiss Air                 | 1. Zurych |
| EgyptAir                      | 1. Kair 2. Szarm el-Szejk Sezonowo: 1. Aleksandria-Burdż al-Arab 2. Budapeszt 3. Praga Sezonowe czartery: 1. Moskwa-Domodiedowo |
| Enter Air                     | Sezonowe czartery: 1. Gdańsk 2. Katowice 3. Poznań 4. Warszawa-Okęcie 5. Wrocław |
| Eurowings                     | Sezonowo: 1. Berlin 2. Kolonia/Bonn 3. Düsseldorf 4. Hamburg 5. Norymberga 6. Praga 7. Salzburg 8. Stuttgart |
| Finnair                       | Sezonowe czartery: 1. Helsinki |
| Fly Lili                      | Sezonowe czartery: 1. Bukareszt-Băneasa |
| Fly Arna                      | 1. Erywań |
| FlyEgypt                      | Sezonowe czartery: 1. Graz 2. Linz 3. Skopje 4. Erywań |
| Flynas                        | Sezonowo: 1. Dżudda 2. Rijad |
| Freebird Airlines Europe      | Sezonowo: 1. Kolonia/Bonn 2. Düsseldorf Sezonowe czartery: 1. Karlsruhe/Baden-Baden |
| GetJet Airlines               | Sezonowe czartery: 1. Ryga 2. Tallinn 3. Wilno |
| HiSky                         | Sezonowe czartery: 1. Baia Mare 2. Kiszyniów 3. Kluż-Napoka 4. Oradea 5. Târgu Mureș |
| IFly                          | Sezonowe czartery: 1. Moskwa-Wnukowo |
| ITA Airways                   | Sezonowe czartery: 1. Mediolan-Malpensa 2. Rzym-Fiumicino |
| Luxair                        | 1. Luksemburg |
| Marabu                        | 1. Monachium Sezonowo: 1. Hamburg |
| Nile Air                      | 1. Kair |
| Nordwind Airlines             | Sezonowe czartery: 1. Kazań 2. Moskwa-Szeremietiewo 3. Sankt Petersburg 4. Jekaterynburg |
| Pegasus Airlines              | 1. Stambuł-Sabiha Gökçen |
| Petroleum Air Services        | Sezonowe czartery: 1. Kair |
| Red Wings Airlines            | Sezonowe czartery: 1. Moskwa-Szeremietiewo |
| Rossija                       | Sezonowe czartery: 1. Moskwa-Szeremietiewo 2. Sankt Petersburg 3. Soczi |
| Buzz                          | Sezonowe czartery: 1. Katowice |
| Scandinavian Airlines System  | Sezonowe czartery: 1. Göteborg 2. Oslo-Gardermoen 3. Sztokholm-Arlanda |
| SCAT Airlines                 | Sezonowe czartery: 1. Ałmaty 2. Astana |
| SmartLynx Airlines            | Sezonowe czartery: 1. Lipsk 2. Tallinn |
| Smartwings                    | 1. Praga Sezonowo: 1. Brno 2. Ostrawa Sezonowe czartery: 1. Bratysława 2. Budapeszt 3. Katowice 4. Warszawa-Okęcie |
| Sunclass Airlines             | Sezonowe czartery: 1. Helsinki 2. Oslo-Gardermoen 3. Sztokholm-Arlanda |
| Sundair                       | 1. Berlin 2. Brema 3. Drezno 4. Kassel |
| Sunday Airlines               | Sezonowe czartery: 1. Ałmaty 2. Astana |
| Swiss International Air Lines | Sezonowo: 1. Genewa |
| TAROM                         | Sezonowe czartery: 1. Bukareszt 2. Kluż-Napoka 3. Jassy 4. Timișoara |
| Transavia.com                 | Sezonowo: 1. Lyon 2. Nantes 3. Paryż-Orly |
| TUI Airways                   | 1. Birmingham 2. Bristol 3. East Midlands 4. Londyn-Gatwick 5. Manchester 6. Newcastle |
| TUI fly Belgium               | 1. Bruksela 2. Ostenda/Brugia |
| TUI fly Deutschland           | 1. Düsseldorf 2. Frankfurt 3. Hanower 4. Monachium 5. Stuttgart |
| TUI fly Netherlands           | 1. Amsterdam 2. Eindhoven Sezonowo: 1. Rotterdam |
| Turkish Airlines              | 1. Stambuł |
| Ural Airlines                 | 1. Kazań 2. Moskwa-Domodiedowo 3. Jekaterynburg |
| Wizz Air                      | 1. Mediolan-Malpensa Sezonowo: 1. Budapeszt 2. Debreczyn 3. Londyn-Gatwick 4. Londyn-Luton 5. Rzym-Fiumicino 6. Wiedeń |